# Brunfelsia portoricensis
Brunfelsia portoricensis (tiếng Anh thường gọi là Puerto Rico Raintree) là một loài thực vật thuộc họ Solanaceae. Đây là loài đặc hữu của Puerto Rico. Chúng hiện đang bị đe dọa vì mất nơi sống.

## Hình ảnh

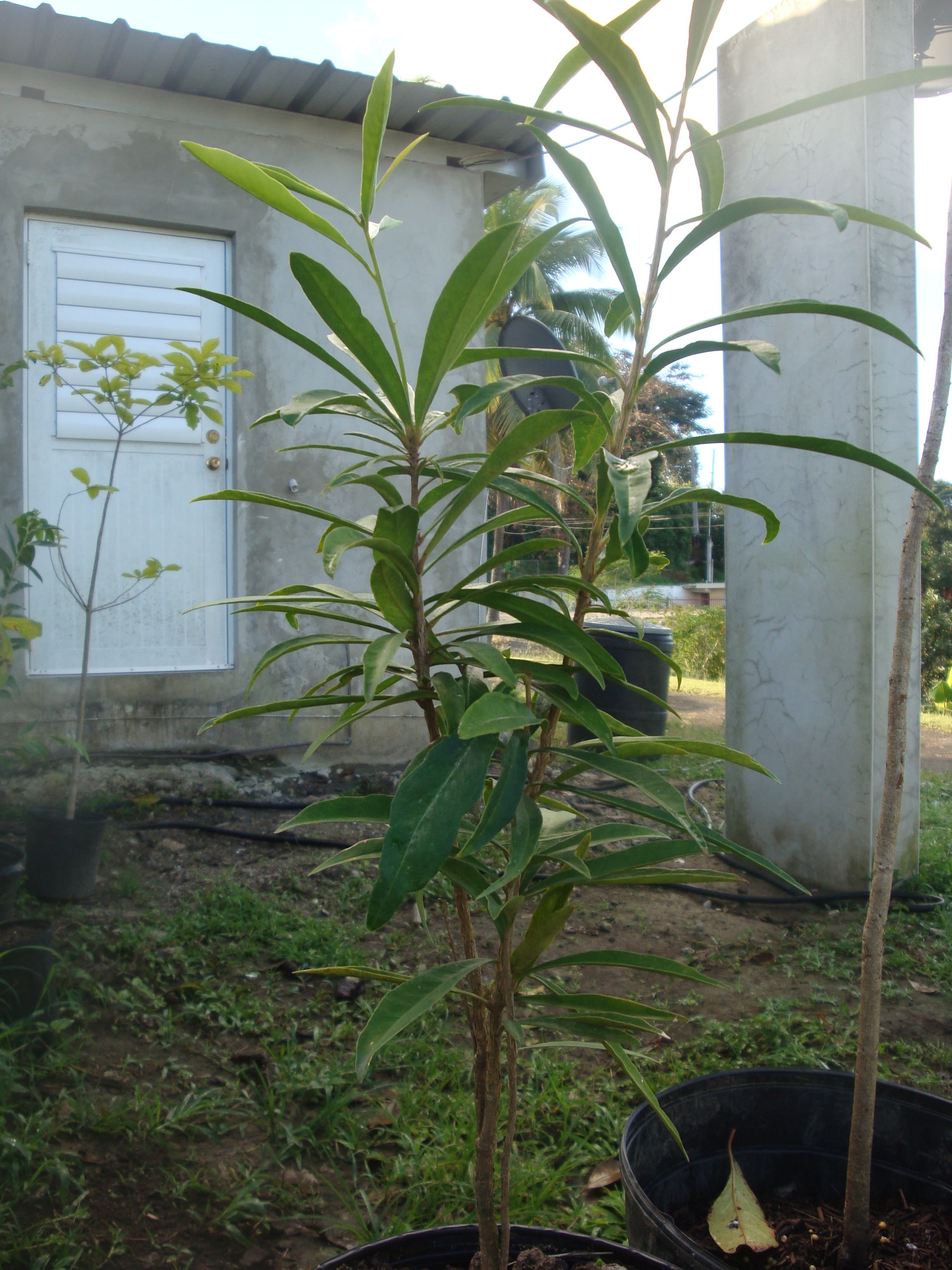
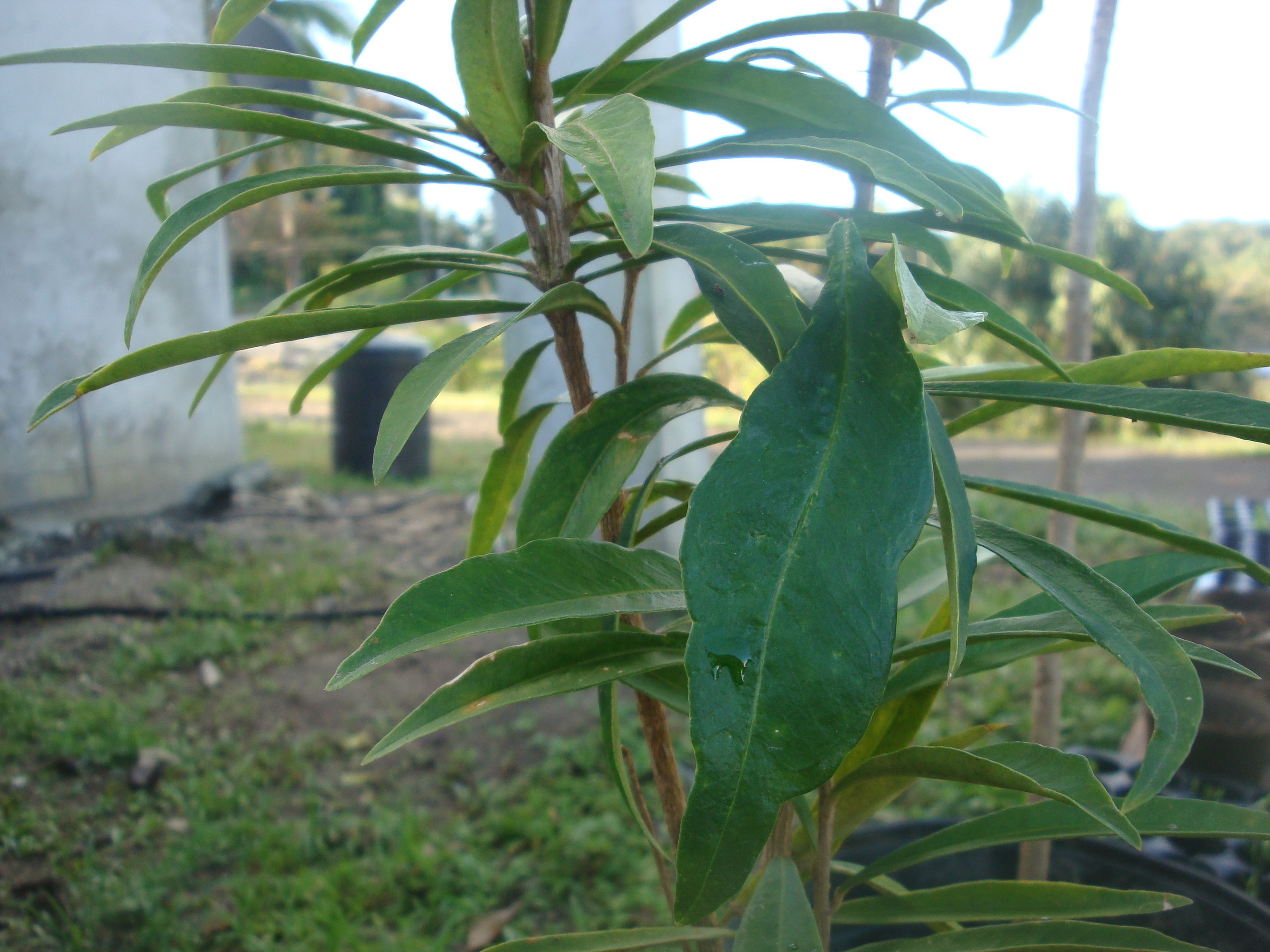
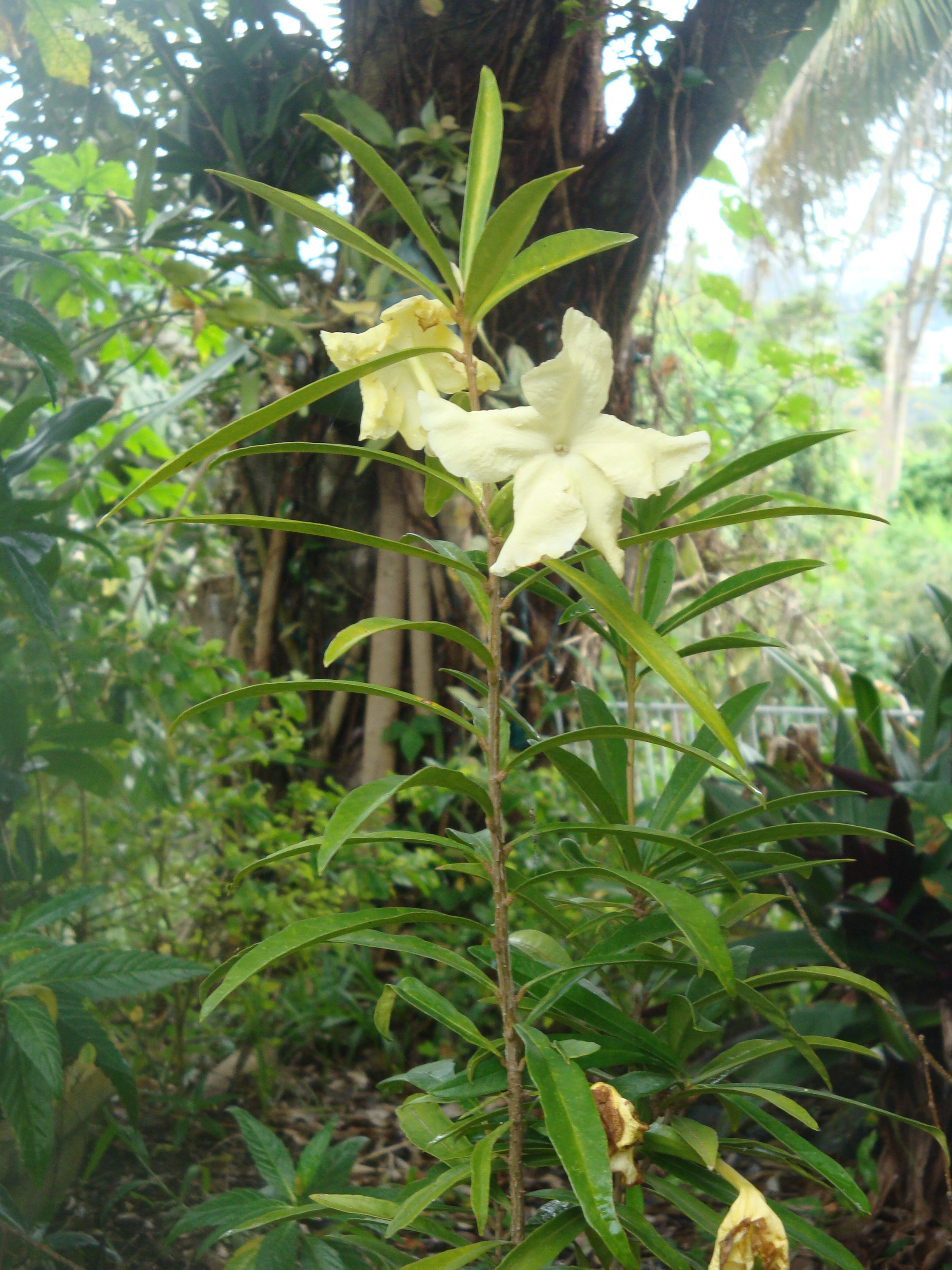
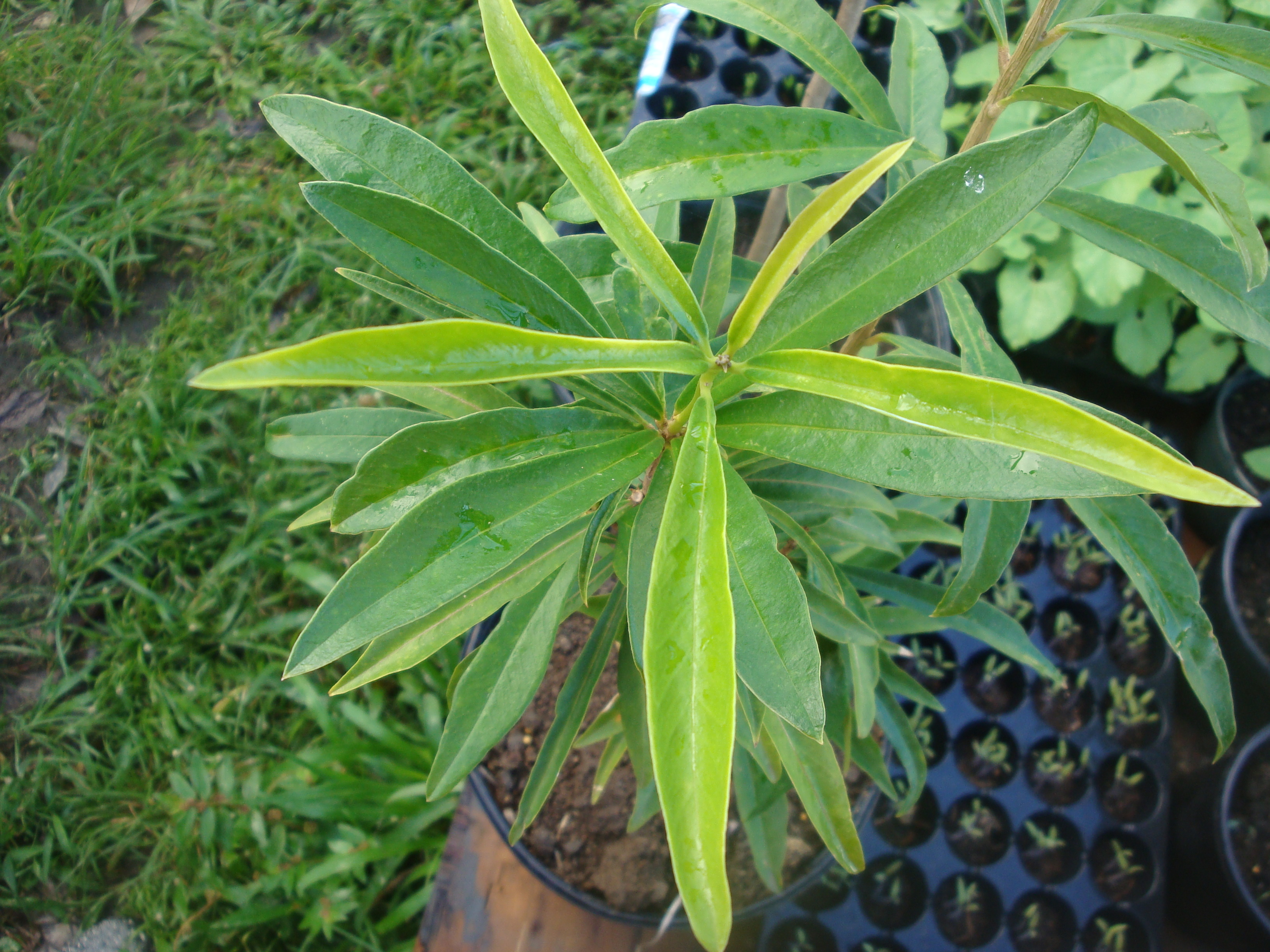